# عددنویسه‌های عربی شرقی

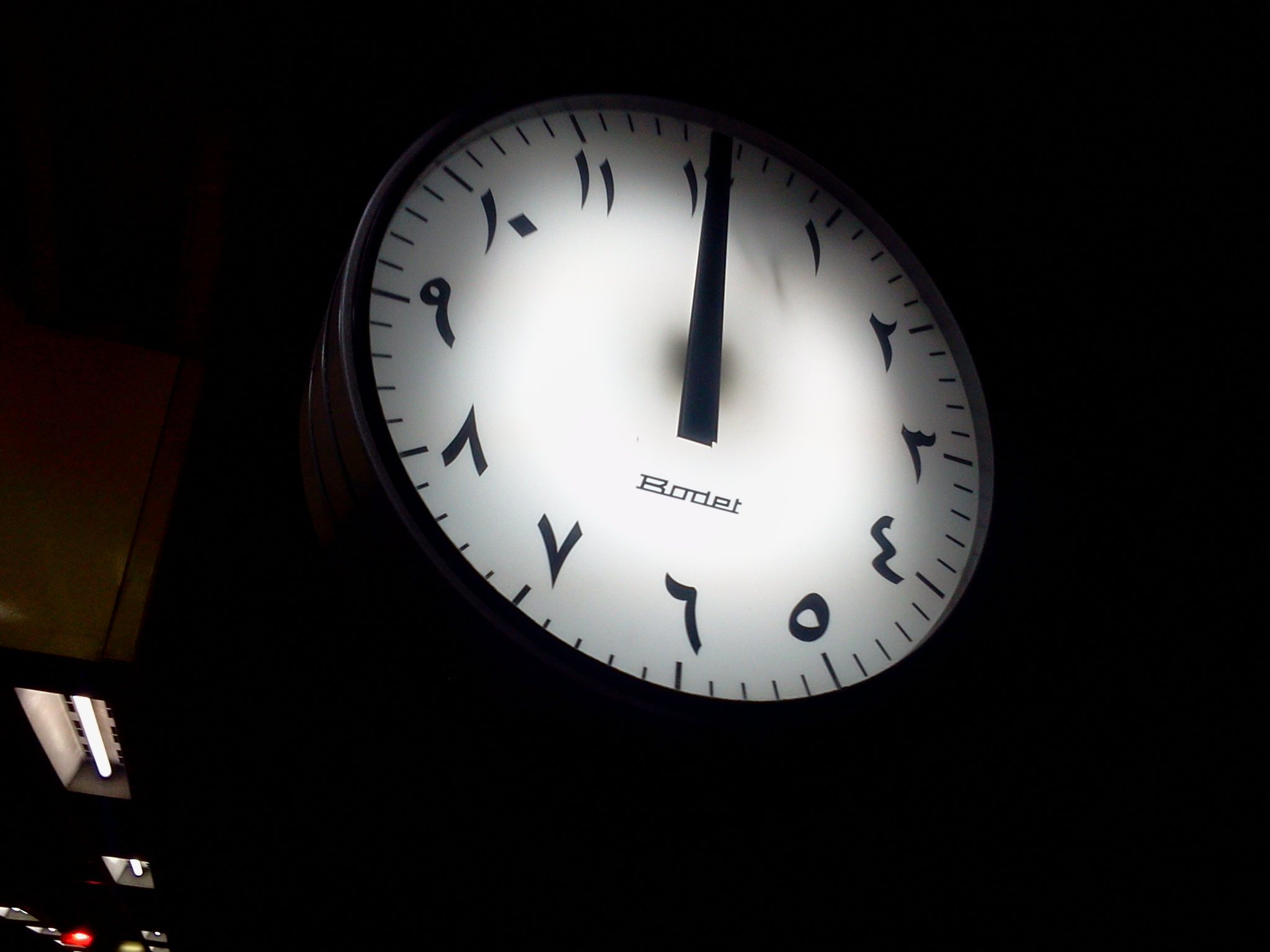
عددنویسه‌های عربیِ شرقی روی یک ساعت در متروی قاهره.

عددنویسه‌های عربیِ شرقی که عددنویسه‌های عربی-هندی نیز نامیده می‌شوند، از نمادهایی هستند که برای نشان دادن ارقام یک عدد به کار می‌روند. این نمادها در کنار الفبای عربی در کشورهای مشرق (شرق جهان عرب)، شبه جزیره عربستان و همچنین گونه‌های دیگر آن در کشورهای دیگر فلات ایران و آسیا برای اعداد فارسی استفاده می‌شوند.

## عددنویسه‌ها
عددنویسه‌های مورد استفاده در اعداد فارسی با عددنویسه‌های مورد استفاده در اعداد عربی تفاوت داشته و کد یونی‌کد متفاوتی دارند حتی اگر ظاهر یکسان یا شبیه به هم داشته باشند (برای مثال، رقم سه فارسی «۳» با کد یونی‌کد U+06F3 و رقم سه عربی «٣» با کد یونی‌کد U+0663 با یکدیگر متفاوتند). با این حال، عددنویسه‌هایی که در اردو، سِندی و دیگر زبان‌های آسیای جنوبی استفاده می‌شوند، دارای کد یونی‌کد یکسان با فارسی هستند.
| عربیِ غربی  | 0 | 1 | 2 | 3 | 4 | 5 | 6 | 7 | 8 | 9 | 10 |
| عربیِ شرقی  | ٠ | ١ | ٢ | ٣ | ٤ | ٥ | ٦ | ٧ | ٨ | ٩ | ١٠ |
| فارسی      | ۰ | ۱ | ۲ | ۳ | ۴ | ۵ | ۶ | ۷ | ۸ | ۹ | ۱۰ |
| اردو       | ۰ | ۱ | ۲ | ۳ | ۴ | ۵ | ۶ | ۷ | ۸ | ۹ | ۱۰ |
| اعداد ابجد |   | ا | ب | ج | د | ه | و | ز | ح | ط | ي  |